# Fruit miracle
Synsepalum dulcificum
Espèce
Classification APG III (2009)
Le fruit miracle ou fruit miraculeux (Synsepalum dulcificum ou Sideroxylon dulcificum danielli) est une espèce de plantes à fleurs de la famille des Sapotaceae. C'est un arbre originaire d'Afrique de l'Ouest. Son fruit, le « fruit miracle », contient une glycoprotéine - la miraculine - qui a pour effet de supprimer les sensations d'acidité des aliments pendant 30  à   60 minutes.
La baie elle-même, de faible teneur en sucre, a une saveur âpre peu prononcée, plutôt agréable, rappelant celle de la canneberge.
Le nom de « fruit miracle » est aussi donné à Gymnema sylvestre et au katemfe (Thaumatococcus daniellii), qui sont deux autres espèces de plantes utilisées pour modifier la douceur perçue des aliments.

## Découverte
La première mention de la plante est de 1725, par Reynaud des Marchais (en). Dans ses rapports, il évoque des tribus africaines  consommant ces fruits  avant le repas afin d’améliorer le goût de leurs aliments et boissons souvent acides. 
La première description botanique a  lieu en 1852 par le docteur W.F. Daniell (en). C'est lui qui a donné à la baie son nom actuel : fruit miracle (miracle fruit), car il jugeait le changement de goût miraculeux.

## Description
La croissance de l'arbre est lente. Il peut atteindre 6 mètres.
Ses feuilles, de forme ovale, sont de couleur vert foncé.
Sa floraison dure d'août à décembre et ses petites fleurs blanches donnent naissance à de très nombreux fruits rouges de forme ovale long de 2  à   3 cm, mûrs d'octobre à avril. Leur pulpe blanche et acidulée contient une seule graine.

## Propriétés
La pulpe du « fruit miracle » a la propriété de recouvrir les papilles gustatives de la langue ce qui neutralise l’acidité de tout autre aliment, citron par exemple, durant environ une heure, car il contient  de la miraculine.

## Utilisation
Dans les années 1970, un entrepreneur américain nommé Robert Harvey, a tenté de commercialiser la miraculine à grande échelle aux États-Unis sous le nom de Miralin. Mais la FDA a bloqué le développement de ce nouvel édulcorant naturel car aucun test de non toxicité n'avait été réalisé. À la même période, l'aspartame a, lui, été autorisé. En 2016, la commercialisation de la miraculine n'est toujours pas autorisée aux États-Unis et en Europe (où elle est classée dans la catégorie « Nouveaux aliments ») mais elle l'est au Japon.
La miraculine commence à être utilisée pour adoucir les médicaments amers en particulier en cancérologie, depuis que, fin 2005, un chercheur japonais a trouvé le moyen - en le lyophilisant - de conserver ce fruit très rapidement périssable. À Accra, au Ghana, les agriculteurs fabriquent des comprimés à partir du jus de fruit, d'abord surgelé puis déshydraté.